# Флаг Тукаевского района
Флаг Тукаевского муниципального района Республики Татарстан Российской Федерации — опознавательно-правовой знак, служащий официальным символом муниципального образования.

## Описание
«Флаг Тукаевского муниципального района представляет собой красное прямоугольное полотнище с отношением ширины к длине 2:3, несущее фигуры герба района: вдоль нижнего края голубую полосу в 2/15 ширины полотнища, а в красной части вплотную к полосе идущего жёлтого льва, держащего в передней лапе увенчанное шаром древко того же цвета с подвязанными к нему семью развевающимися белыми лентами».

## Обоснование символики
Флаг разработан на основе герба района, который, языком символов и аллегорий указывает на важное значение региона в социально-экономическом потенциале Татарстана. Здесь сосредоточены значимые отрасли промышленности республики. Район — перекрёсток водных и иных транспортных магистралей, крупный сельскохозяйственный центр.
Главная фигура герба — золотой Арслан (лев) — царь зверей, олицетворяет силу и мощь, уверенность и отвагу. Древко и семь серебряных полотенец — символы дружбы многонационального населения района, объединённых традиционным праздником Сабантуй.
Голубая оконечность герба говорит о том, что Тукаевский район располагается вдоль берега реки Камы.
Золото в геральдике — символ богатства, стабильности, уважения и интеллекта.
Серебро — символ чистоты, совершенства, мира и взаимопонимания.
Червлёный (красный) цвет — символ мужества, силы, труда, красоты.
Лазоревый (синий, голубой) цвет — символ чести, духовности, возвышенных устремлений.